# کلاوس میکل مولر
کلاوس میکل مولر (انگلیسی: Claus Michael Møller؛ زادهٔ ۳ اکتبر ۱۹۶۸) دوچرخه‌سوار اهل دانمارک است.